# 第23空軍 (アメリカ軍)
第23空軍(Twenty-Third Air Force)はアメリカ空軍・空軍特殊作戦コマンド(AFSOC)に属する航空軍組織。司令部はフロリダ州ハルバート飛行場。空軍特殊作戦コマンドが実施する特殊作戦の支援が主任務である。

## 概要
1983年3月に軍事空輸軍団(MAC)内に特殊作戦部隊として第23空軍が設立された。第1特殊作戦航空団(1SOW)をはじめとする特殊作戦部隊の戦術航空軍団(TAC)から軍事空輸軍団への移管に伴っての設立である。
1987年からはアメリカ特殊作戦軍の設立に伴い、そこから作戦指揮を受けるようになっている。第23空軍は、1990年5月22日に主要軍団への昇格および空軍特殊作戦コマンドへの改称により、廃止された。
2008年1月1日に第23空軍が再設立されている。かつての第23空軍には戦闘部隊が配属されていたが、再設立された第23空軍には戦闘部隊が直接配属はされておらず、特殊作戦の支援が主目的とされている。
各部隊間の指揮・統制支援や情報分析支援を通じ、空軍特殊作戦コマンド・アメリカ特殊作戦軍の活動を援助する。

## 主要部隊
- 第623航空・宇宙作戦センター(623rd Air and Space Operations Center)：現地展開部隊との連絡・調整およびリーチバック(reachback)等による情報支援。
- 第11情報中隊(11th Intelligence Squadron,11IS)：情報分析担当。
- 第18航空試験飛行隊(18th Flight Test Squadron,18FTS)：特殊部隊用機材の試験・開発。

## 沿革

### 系譜
- 1983年2月10日：第23空軍(Twenty-Third Air Force)設立
- 1983年5月1日：活性化
- 1990年5月22日：空軍特殊作戦コマンドへと改編
- 2008年1月1日：第23空軍(Twenty-Third Air Force)再設立・活性化

### 所属
- 1983年2月10日-1990年5月22日：軍事空輸軍団
- 2008年1月1日 以降 ：空軍特殊作戦コマンド

## 司令部所在地
- 1983年5月1日-1987年8月1日 ：イリノイ州・スコット空軍基地
- 1987年8月1日-1990年5月22日：フロリダ州・ハルバート飛行場
- 2008年1月1日 以降 ：フロリダ州・ハルバート飛行場